# Myšice lesní
Myšice lesní (Apodemus flavicollis) – dříve též myšice žlutohrdlá – je středně velký hlodavec z čeledi myšovitých (Muridae). Obývá převážně lesy celého Česka i Slovenska.

## Rozšíření
V Evropě žije od východní Francie, Itálie a jižní Skandinávie (kde u pobřeží proniká až k 64. stupni severní šířky) až po Ural, Kavkaz, Malou Asii a Blízký východ, ostrůvkovitě se vyskytuje v jižní Anglii, Pyrenejích a na mnoha ostrovech.

### Stavba těla
Tato statnější myšice je dlouhá 90–123 mm, ocas má stejně dlouhý jako tělo. Váží 18–45 g. Zaujmou na ní výrazně velké oči – připadá na ně 0,52 % váhy celého těla (u myši domácí jen 0,13 %).
Je dvoubarevná, hřbet má rezavě hnědý, břicho bělavé. Často mívá výrazně žlutou skvrnu na hrdle.

## Prostředí
Domovem myšice lesní jsou lesy všeho druhu. Obývá převážně vzrostlé listnaté nebo smíšené lesy, ale vyskytuje se i v jehličnatých lesích, horských porostech i mladých lesích. Lze ji nalézt i v křovinách navazujících na les. Vyhýbá se obdělávaným půdám.
Na většině území, kde se vyskytuje, je velmi hojná – její populační hustota přesahuje 100 jedinců na hektar. Nebyly u ní zaznamenány žádné populační exploze – tedy roky, kdy by se počet zvířat výrazně zvýšil.

## Způsob života
Jako všechny ostatní myšice je velmi aktivní. Rychle běhá a dobře šplhá po stromech a keřích i ve výšce několika metrů. Zde také hledá potravu – žere žaludy, bukvice, ořechy a další semena stromů (nejraději olejnatá). Nedělá ji větší problém poradit si s tvrdou skořápkou. Především na jaře si přilepšuje i hmyzem nebo jinými bezobratlými lesními živočichy. Nebylo zjištěno, že by se – oproti myšici temnopásé a myšici malooké – živila zelenými částmi rostlin.
Hodně potravy si také shromáždí ve svém hnízdě před zimou. To si staví v kořenech stromů nebo mezi kameny, ale i v dutinách stromů, metrech dřeva nebo ptačích budkách. V něm často žije i víc jedinců pohromadě. V zimě však – stejně jako ostatní myšovití – neupadá do zimního spánku.
Je aktivní především v noci (jak nazačují i její velké oči). Z hnízda vychází většinou hodinu po setmění a potravu shání i několik stovek metrů od něj.

### Rozmnožování
Myšice lesní má za rok až 4 vrhy mláďat. Začíná se rozmnožovat poměrně brzy už v únoru až březnu; poslední vrhy jsou v září. Nejčastěji mívá 5–6 mláďat (pozorované rozmezí je 2–9), která kojí dva týdny. Mláďatům se oči otevírají v 12 dnech, osamostatňují se ve třech týdnech a v 6–8 týdnech pohlavně dospívají. Pokud se myšice lesní nestane kořistí kuny, sovy nebo zdivočelé, příp. divoké kočky, může se v přírodě dožít 2, v zajetí výjimečně až 3 roky.

### Nemoci
Myšice je přenašečem některých patogenů, mj. i jednoho z hantavirů – viru Dobrava, objeveného ve Slovinsku.